# Еліаху Інбал
Еліаху Інбал (івр. אליהו ענבל, англ. Eliahu Inbal; нар. 16 лютого 1936, Єрусалим) — ізраїльський диригент.

## Біографія
Навчався в Ізраїльській академії музики як скрипаль, брав уроки композиції у Пауля Бен-Хаїма. За рекомендацією Леонарда Бернстайна продовжив навчання в Паризькій консерваторії, потім займався у Серджіу Челібідаке та Франко Феррари.
Як диригент Інбал дебютував в італійських оркестрах. Першого великого успіху домігся в 1965 році з Лондонським філармонічним оркестром, слідом за чим слідував ряд запрошень у Великій Британії, так що Інбал навіть прийняв друге британське громадянство.
У 1974—1990 роках Інбал очолював Симфонічний оркестр Франкфуртського радіо. З цим оркестром він записав усі симфонії Малера і виконав кілька симфоній Брукнера в первинних авторських редакціях. У 1984—1989 роках одночасно був головним диригентом венеціанського оперного театру «Ла Феніче», в який повернувся в 2007 році як музичний керівник.
У 1995—2001 роках працював в Турині з Симфонічним оркестром Італійського радіо, з яким, зокрема, поставив оперну тетралогію Вагнера. У 2001—2006 роках очолював Берлінський симфонічний оркестр. З 2008 року — головний диригент Токійського столичного симфонічного оркестру.
Серед інших помітних робіт Інбала — всі симфонії Шостаковича з Віденським симфонічним оркестром, твори Бартока і симфонічні поеми Ріхарда Штрауса з Оркестром романської Швейцарії.
З 2009 року Еліаху Інбал є головним диригентом Чеського філармонічного оркестру.